# Estación de Dzitás
Dzitás fue una estación de trenes que se encuentra en Dzitás, Yucatán.

## Historia
La estación se edificó sobre el ramal de Citas a Tizimín perteneciente al antiguo Ferrocarril de Mérida a Valladolid, por medio de la concesión número 36, cuya fecha de contrato se otorgó el 12 de octubre de 1880, misma que se promulgó en diciembre de ese año. Para 1910, el citado ferrocarril debía terminar los faltantes 24 k, 50 metros de este ramal, que actualmente llegaba a Espita, teniendo como fecha límite para concluirlo el 10 de abril de 1911.